# Marc
Marc je priimek v Sloveniji in tujini. Po podatkih Statističnega urada Republike Slovenije je na dan 1. januarja 2010 v Slovenjiji uporabljalo ta priimek 480 oseb.  

## Znani slovenski nosilci priimka
- Davorin Marc (*1964), eksperimentalni filmar, oblikovalec vizualnih komunikacij
- Gašper Marc (*1961), farmacevt
- Janja Marc (*1962), farmacevtka
- Karin Marc Bratina, jezikoslovka, sociolingvistka
- Leon Marc (*1968), publicist, diplomat, pisatelj
- Ljubo Marc (1920—2010), rimskokatoliški duhovnik, politični zapornik, publicist; monsinjor
- Miloš Marc (1886—1979), učitelj in publicist
- Miloš Marc, slikar (Vipava)
- Mojca Marc (*1975), ekonomistka
- Oton Marc (*1963), pesnik
- Pavel Marc (1902—1997), gospodarski pravnik, ekonomist, univ. profesor
- Rudolf Marc (1904—1977), politik, ekonomist? in kulturni delavec
- Tilen Marc, matematik

## Znani tuji nosilci priimka
- Franz Marc (1880—1916), nemški slikar